# 古岩屋温泉

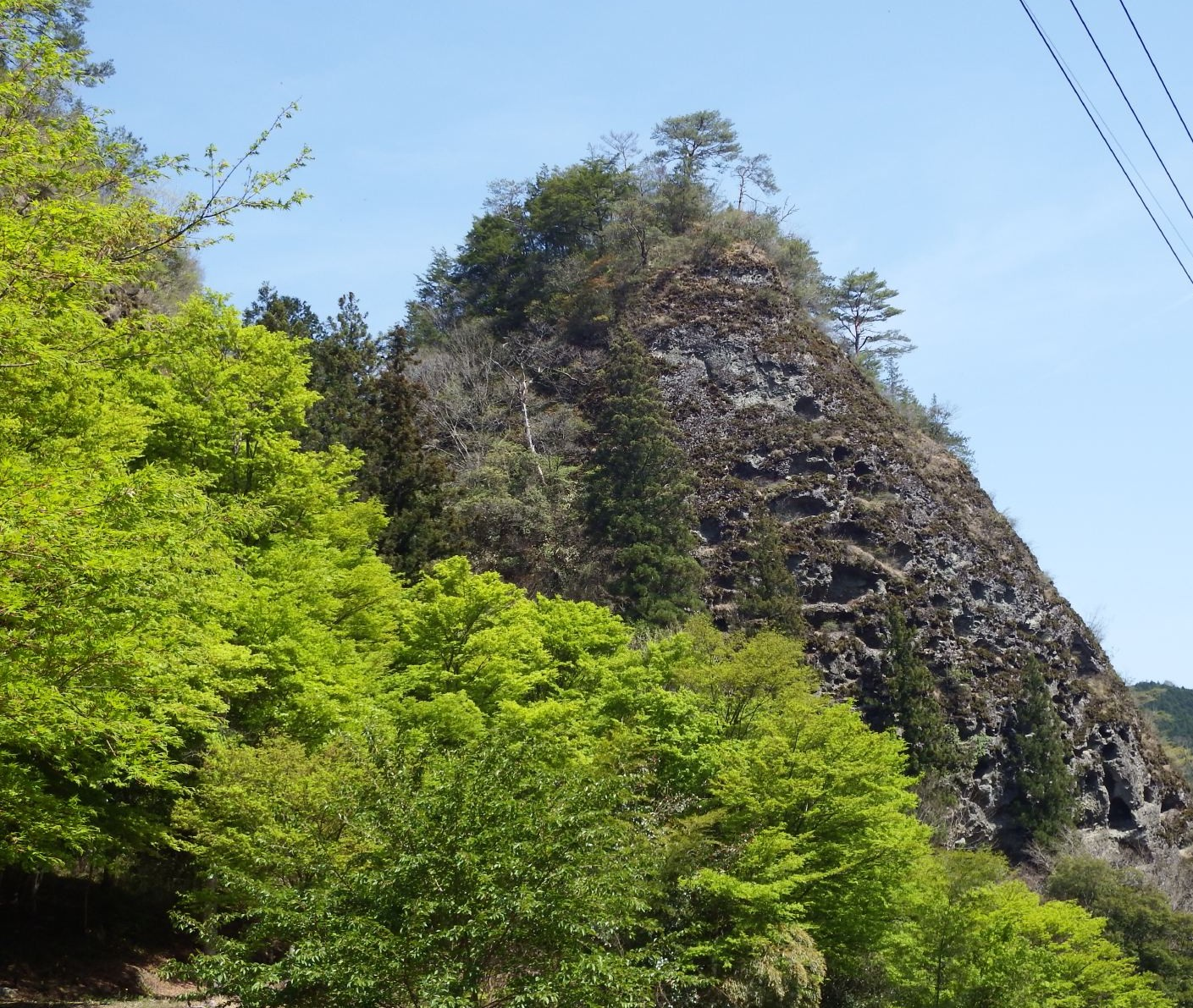
この岩峰が見えると到着

古岩屋温泉（ふるいわやおんせん）は、愛媛県上浮穴郡久万高原町にある温泉。

## 泉質
- アルカリ性単純冷鉱泉（低張性アルカリ性冷鉱泉）
  - 泉温　13.8℃
- 無色透明。源泉温度が低いため、加温している。

## 温泉地
久万高原町中心部から北西に9キロ進んだ山間部に温泉地が位置している。
国の名勝である古岩屋の目の前に、一軒宿の「国民宿舎古岩屋荘」が存在する。日帰り入浴可能。施設を利用する半数は、お遍路利用客である。

## 歴史
一軒宿の開業は、1974年（昭和49年）である。

## アクセス
鉄道・飛行機
- JR予讃線・松山駅からJR四国バスで70分。バス停「久万高原駅」下車。
  - 久万高原駅より車で約20分。
- 松山空港より国道379号、国道440号経由、車で60分。

自動車
- 松山自動車道松山ICより国道379号、国道440号経由、車で50分。